# شرينرز

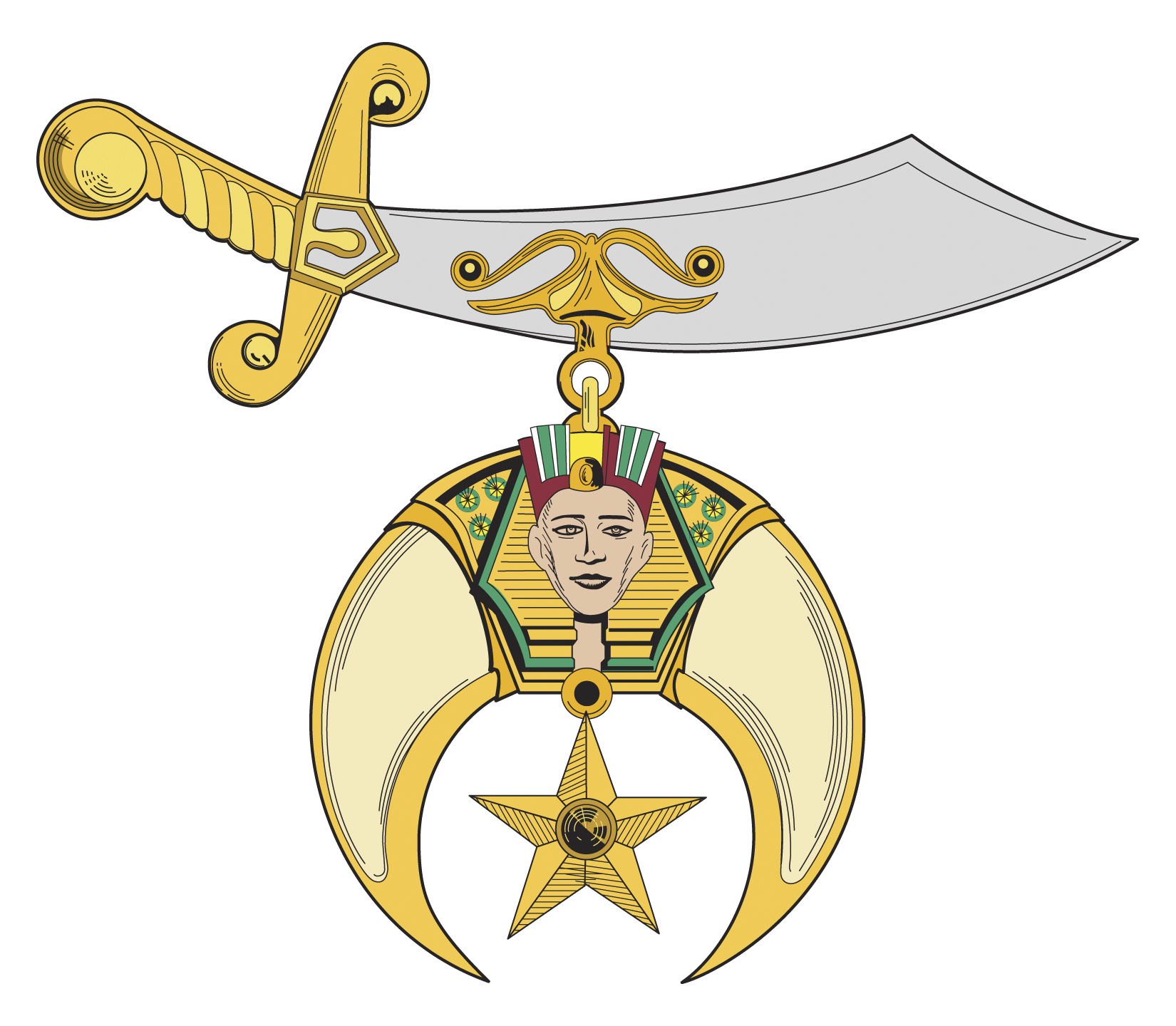
شعار شرينرز العالمية، حيث يظهر السيف العربي في الأعلى، والهلال والنجمة العربية مع رأس فرعوني.

منظمة شرينرز العالمية (بالإنجليزية: Shriners International)‏، المعروفة، أيضًا، باسم الشرينرز The Shriners أو المعروفة، سابقًا، باسم «الرتبة العربية القديمة لنبلاء الضريح الصوفي» أو «النبلاء العرب للضريح الغامض» أو «المرتبة العتيقة لنبلاء الضريح الباطني» (AAONMS) هو محفل ماسوني تم إنشاؤه عام 1870 ومقره في تامبا، فلوريدا.

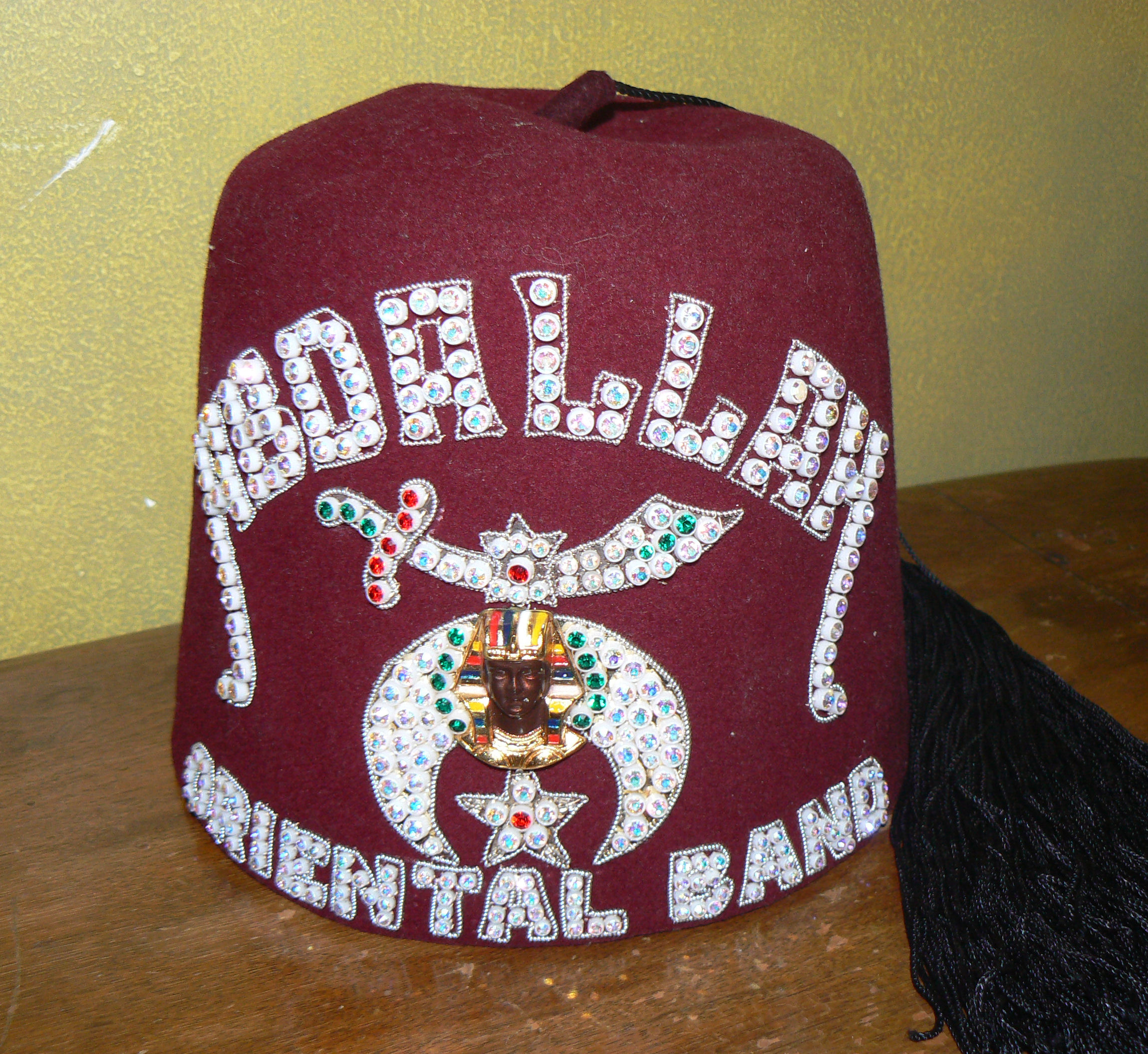
الطربوش الأحمر وعليه رمز الشرينرز

تصف منظمة شرينرز العالمية نفسها بأنها أخوة/أخوية تقوم على المرح، والزمالة، والمبادئ الماسونية للحب الأخوي، والتعاون، والصدق. هناك ما يقرب من 350.000 عضو من 196 معبدًا (فرع) في الولايات المتحدة وكندا والبرازيل وبوليفيا والمكسيك وجمهورية بنما والفلبين وبورتوريكو وأوروبا وأستراليا. تشتهر المنظمة بمستشفيات شرينرز للأطفال التي تديرها، والطربوش الأحمر الذي يرتديه الأعضاء.
كانت المنظمة تعرف سابقًا باسم «شرينرز أمريكا الشمالية». تم تغيير الاسم في عام 2010 ليشمل أمريكا الشمالية وأمريكا الوسطى وأمريكا الجنوبية وأوروبا وجنوب شرق آسيا.

## التاريخ

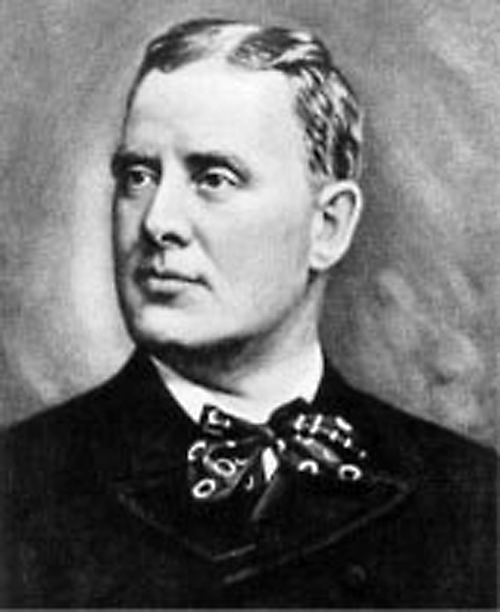
ويليام جيه "بيلي" فلورنس

في عام 1870، اجتمعت مجموعة من الماسونيين بشكل متكرر لتناول طعام الغداء في المكان المسمى Knickerbocker في الجادة السادسة في مدينة نيويورك. على طاولة خاصة في الطابق الثاني، اجتمعت مجموعة من الرجال المحبين للمرح بشكل منتظم. من بين الحاضرين كان والتر فليمينغ، دكتوراه في الطب وويليام جيه "بيلي" فلورنس. تحدثت المجموعة كثيرًا عن بدء أخوية جديدة للماسونيين - واحدة تركز على المرح والزمالة، أكثر من الطقوس. أخذ فليمينغ وفلورنسا هذه الفكرة على محمل الجد بما يكفي للقيام بشيء حيال ذلك.
قام بيلي فلورنس بجولة في فرنسا، ودعي إلى حفلة قدمها دبلوماسي عربي. ألهمه الأسلوب الغريب والنكهات والموسيقى للحفلة ذات الطابع العربي ليقترح ذلك كموضوع للأخوة الجديدة. والتر فليمنج، أخ أخوي مخلص، بنى على أفكار فلورنسا واستخدم معرفته بالطقوس الأخوية لتحويل الموضوع العربي إلى النظام العربي القديم لنبلاء الضريح الصوفي (إيه إيه إس إن إم).
ابتكر فليمينغ الطقوس والشعار والأزياء. بدأ فلورنسا وفليمنج في 13 أغسطس 1870، وثم وبدأوا بـ11 رجلًا آخر في 16 يونيو 1871.

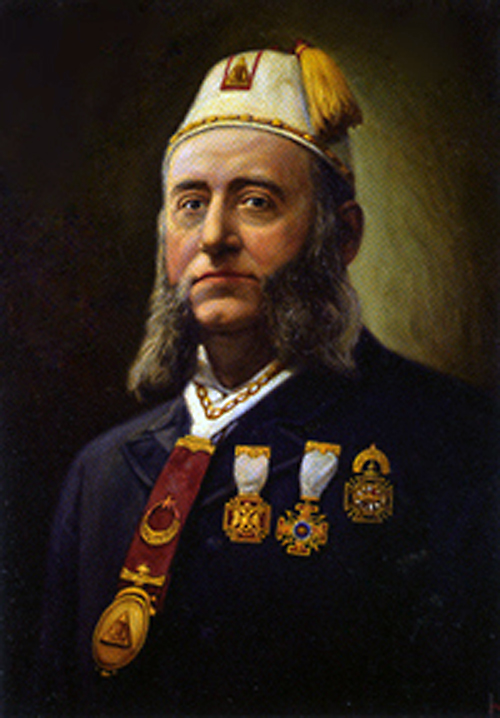
التر فليمينغ

تبنت المجموعة موضوعا من الشرق الأوسط كفكرة رئيسية وسرعان ما أنشئت المعابد (على الرغم من أن مصطلح معبد تم استبداله الآن بقاعة الأضرحة أو مركز الضريح). المعبد الأول الذي تم إنشاؤه كان معبد مكة (المعروف الآن باسم ضريح مكة)، الذي تم إنشاؤه في قاعة الماسونية في مدينة نيويورك في 26 سبتمبر 1872. كان فليمنج هو أول عاهل.
في عام 1875، لم يكن هناك سوى 43 شرينير (أي عضو) في المنظمة. وفي محاولة لتشجيع العضوية، في اجتماع 6 يونيو 1876 لمعبد مكة، تم إنشاء المجلس الإمبراطوري الكبير للنظام القديم لنبلاء الضريح الباطني لأمريكا الشمالية. تم انتخاب فليمنج كأول عاهل إمبراطوري. ومع القليل من العمل، فبحلول عام 1878 كان هناك 425 عضوًا في 13 معبد في ثماني ولايات، وبحلول عام 1888، كان هناك 7210 عضواً في 48 معبد في الولايات المتحدة وكندا. وبحلول الدورة الإمبراطورية التي عقدت في واشنطن العاصمة في عام 1900، كان هناك 55000 عضوا و 82 معبد.
بحلول عام 1938 كان هناك حوالي 340.000 عضوا في الولايات المتحدة. في ذلك العام نشرت المنظمة صورًا حية لأول مرة لشعائرها. ووصفت شرينرز بأنها «من بين الأخويات السرية الأولى في المكانة والثروة والشهرة»، وذكرت أنه «في المدينة النموذجية، وخاصة في الغرب الأوسط، سيضم شرينرز معظم المواطنين البارزين».

## العضوية
حتى عام 2000، كان على الماسوني، قبل أن يكون مؤهلاً للعضوية في الضريح، أن يكمل إما نظام الطقوس الاسكتلندية [الإنجليزية] أو نظام يورك رايت [الإنجليزية]، ولكن الآن يمكن لأي سيد ماسوني الانضمام.

### عضوية النساء

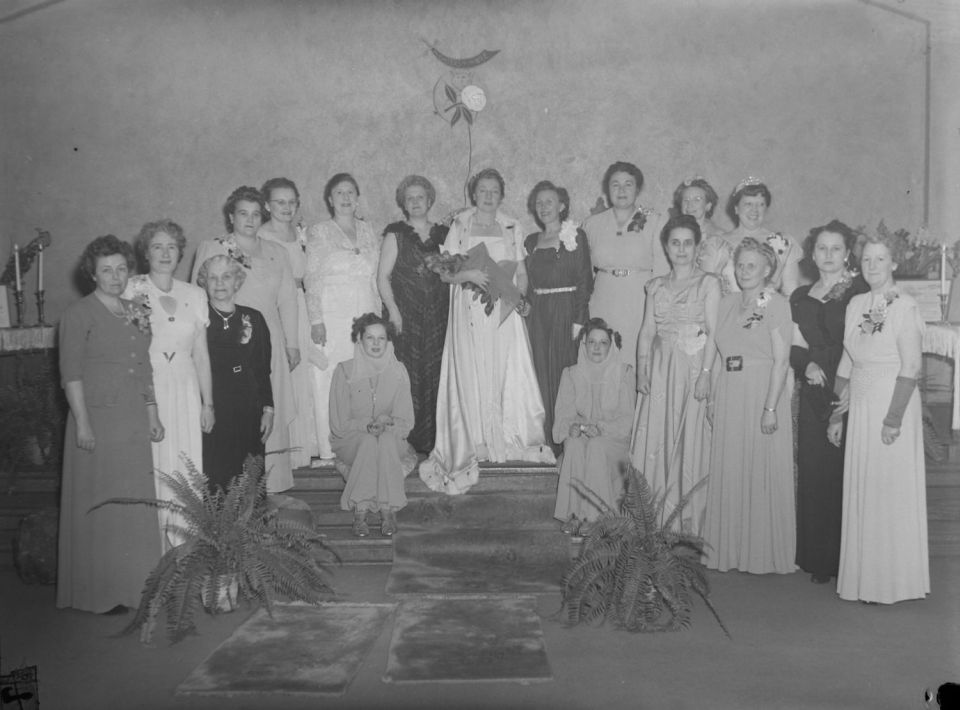
بنات النيل بمستشفى شرينرز للأطفال - كندا بمونتريال عام 1948 م.

هناك منظمتان مرتبطتان بالضريح للنساء فقط: المزار الشرقي للسيدات وبنات النيل. كلاهما يدعمان مستشفيات شرينرز ويعززان الجو الإجتماعي، والعضوية في أي من المنظمتين مفتوحة لأي امرأة تبلغ من العمر 18 عامًا أو أكثر.
تأسس ضريح السيدات الشرقي لأمريكا الشمالية عام 1903 في ويلنج، فيرجينيا الغربية، وتأسست بنات النيل عام 1913 في سياتل، واشنطن. المنظمة الأخيرة لدى السكان المحليين تسمى «المعابد». كان هناك عشرة من هؤلاء في عام 1922. من بين أعضاء بنات النيل الشهيرة السيدة الأولى فلورنس هاردينغ، زوجة وارن جي هاردينج.

## الفن المعماري
غالبًا ما اختارت بعض مراكز الأضرحة الأولى أسلوب إحياء عربي لمعابدهم. تشمل معابد شرينرز البارزة معماريًا قاعة المزار في لوس أنجلوس، ومعبد مكة السابق، الذي يطلق عليه الآن مركز مدينة نيويورك، ويستخدم في المقام الأول كقاعة للحفلات الموسيقية، قاعة نيوارك السيمفونية، مسرح لاندمارك (المسجد سابقًا) في ريتشموند، فرجينيا، طرابلس معبد الضريح في ميلووكي، ويسكونسن، ومبنى بولي روزنباوم (قاعة مزار الزريبة سابقًا) في فينيكس، ومركز هيلينا المدني (مونتانا) (معبد ضريح الجزائر سابقًا)، ومسجد ضريح أبو بن أدهم في سبرينغفيلد، ميزوري ومسرح فوكس (أتلانتا، جورجيا) التي تم بناؤها بشكل مشترك بين أتلانتا شرينرز ومنتج الأفلام وليام فوكس.

## مستشفيات شراينرز للأطفال
هي عبارة عن شبكة من 22 مستشفى متخصصة بطب الأطفال متوزعة في جميع أنحاء أمريكا الشمالية. وهي مشافي هادفة غير ربحية. تعالج الأطفال الذين يعانون من امراض العظام، والحروق، وإصابات الحبل الشوكي، والشفة المشقوقة والحنك. وتؤهلهم للحصول على الرعاية والحصول على جميع الخدمات في بيئة عائلية محورها، بغض النظر عن قدرة المريض على الدفع. مقرها في تامبا، فلوريدا، وتملكها وتشغلها مجموعة شرينرس الدولية، يجب أن يكون المرضى القاصرين تحت سن 18 عاما.

### التاريخ

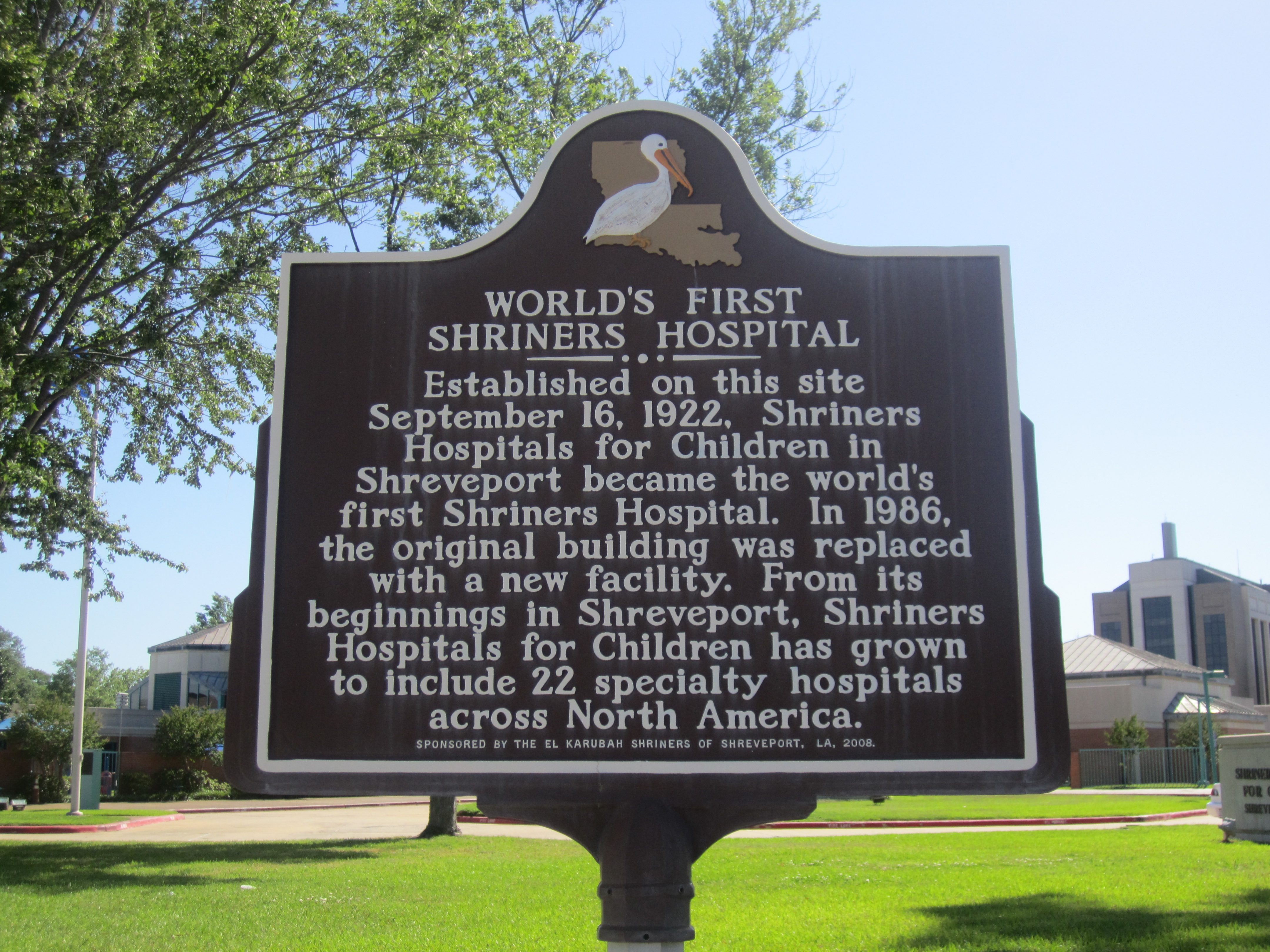
أول علامة تاريخية لموقع مستشفى شرينرس الأول (1922) على الطريق السريع في لويزيانا.

في عام 1920، عقدت شرينرس في بورتلاند، أوريغون. خلال تلك الدورة مرت عضوية بالاجماع على قرار لإنشاء نظام المستشفى. افتتح أول مستشفى في عام 1922 في لويزيانا. وفي عام 1962، خصصت مجموعة شرينرز مبلغ 10 ملايين دولار لإنشاء ثلاثة مستشفيات متخصصة في علاج وتأهيل الأطفال المتعرضين للحروق في أمريكا الشمالية. كما تم اتخاذ قرار لبناء أول مستشفى على لحروق الأطفال في حرم جامعة تكساس الفرع الطبي في هيوستن، تكساس.